# 张作相旧居
张作相旧居为原奉天巡防隊管帶、国民革命軍27师师长，东三省陆军讲武堂堂长、吉林督军、中華民國吉林省省长、吉林大學（现东北电力大学）創辦者张作相在天津的故居，位于当时的天津英租界的剑桥道（Cambridge Road）（今天津市和平区重庆道4号）。该建筑目前是天津市文物保护单位和重点保护等级历史风貌建筑,并作为天津五大道近代建筑群的重要组成部分，被中华人民共和国国务院批准为全国重点文物保护单位。原为天津市房地产开发公司使用，现为天津中银实业发展有限公司使用。

## 建筑风格

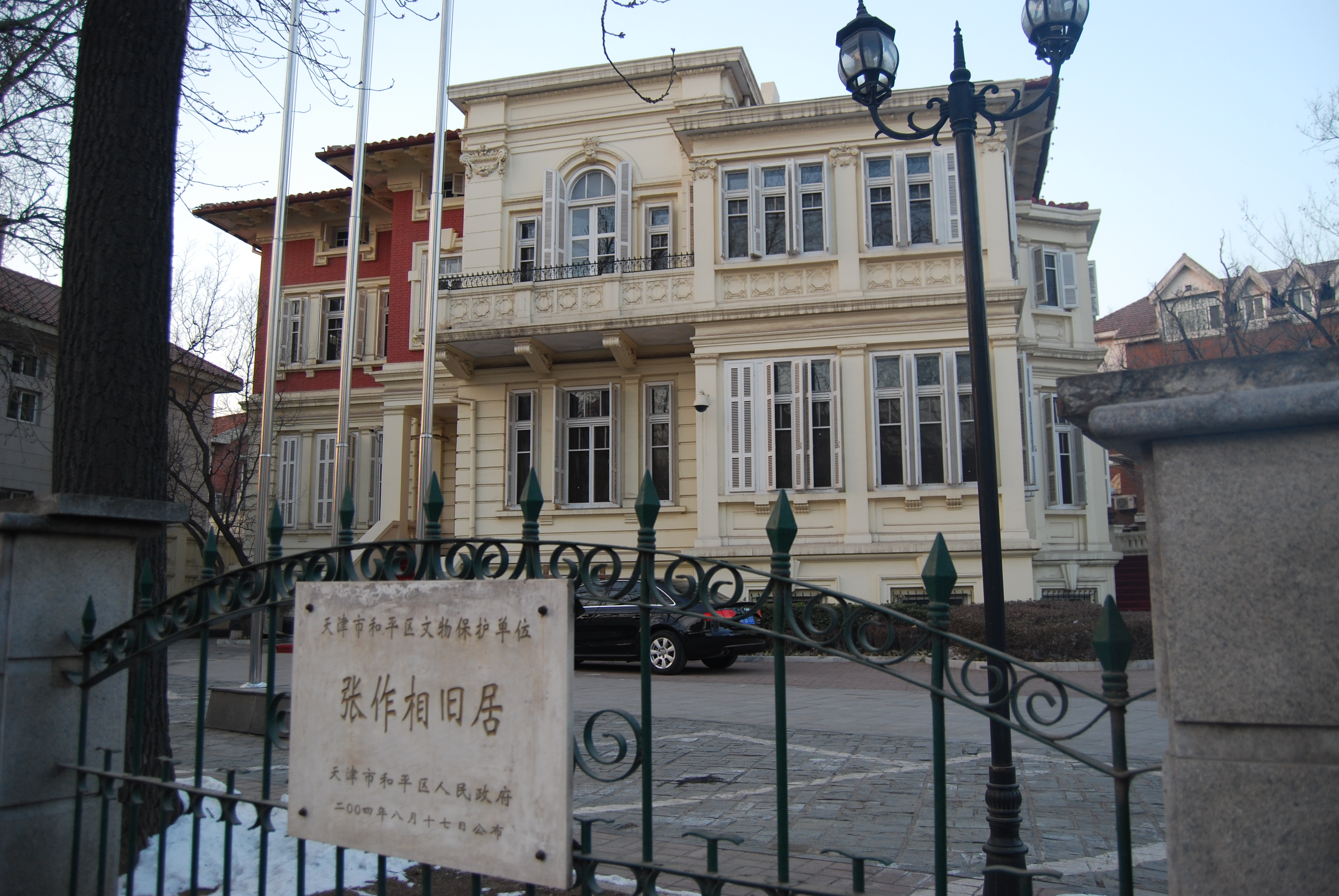

张作相故居建于1913年，由法国建筑师设计承包建造。占地面积為1408平方米，建筑面积為1620平方米，為二层砖木结构建筑半地下室，建筑頂部為红筒瓦坡屋顶。外立面為白色并裝飾有西式雕花，建筑两侧设有青石台阶。建筑一層設六间房，其中，大客厅内装饰有雕饰精致的护墙板，大客厅前设有大平台，一层其它房间作为书房和接待室使用。建筑二层设七间房，分别为：卧室和卫生间。二层还设有阁楼作贮藏室。地下室作锅炉房和佣人住。建筑前面原设有花园。该建筑为一座西欧风格的花园式住宅。